# Martyna Dąbrowska
Martyna Dąbrowska (* 5. April 1994 in Stettin) ist eine polnische Sprinterin, die sich auf den 400-Meter-Lauf spezialisiert hat.

## Sportliche Laufbahn
2012 nahm sie erstmals an einer internationalen Großveranstaltung, den Juniorenweltmeisterschaften in Barcelona, teil. Dabei erreichte sie mit der polnischen Staffel den siebten Platz. 2013 gewann sie die Goldmedaille bei den Junioreneuropameisterschaften in Rieti mit der Staffel. 2015 gewann sie die Silbermedaille bei den U23-Europameisterschaften in Tallinn mit der Staffel. Im Einzelbewerb gelangte sie in das Finale und belegte dort den siebten Platz. Bei den IAAF World Relays 2017 auf den Bahamas verhalf sie der polnischen Stafette zum vierten Platz im Vorlauf. Im Finale, bei denen Polen den zweiten Platz belegte, wurde sie nicht mehr eingesetzt.

## Persönliche Bestzeiten
- 100 m: 11,94 s, 15. August 2017 in Warschau
- 200 m: 23,58 s, 31. Juli 2016 in Jelenia Góra
  - Halle: 23,63 s, 22. Februar 2015 in Toruń
- 400 m: 52,01 s, 18. Juni 2017 in Białystok